# Joannes Philippus Roothaan

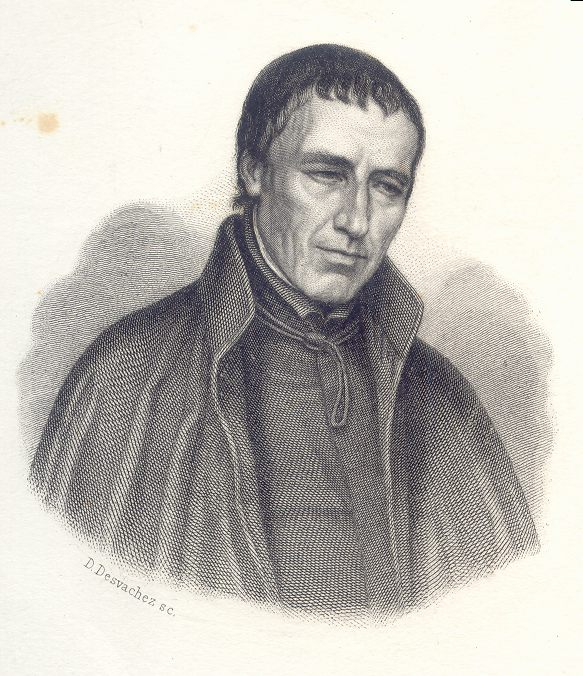
Johann Philipp Roothaan

Joannes Philippus Roothaan (* 23. November 1785 in Amsterdam; † 8. Mai 1853 in Rom) war der 21. General der Societas Jesu.

## Leben
Die Ursprünge der Familie Roothaan liegen in Frankfurt am Main. Von dort emigrierte sie nach Amsterdam, wo sie vom evangelischen zum katholischen Glauben konvertierte. Roothaan war der Sohn des Chirurgen Matthias Egbert Roothaan und dessen Ehefrau Marie Angela Ter Horst. Er besuchte in Amsterdam das Gymnasium, welches er bereits mit 16 Jahren erfolgreich beendete. Anschließend wechselte er dort auf das Athenäum illustrum, eine Art private Hochschule, zu Prof. Jacob van Lennep.
Am 30. Juni 1804 trat Roothaan in den Orden ein und begann sein Noviziat in Dünaburg. Am 21. Juni 1806 legte er die Profess ab und wirkte bis 1809 am dortigen Gymnasium. Anschließend studierte Roothaan an der Ordensakademie von Polozk Philosophie und Theologie.
Im Januar 1812 empfing Roothaan die Priesterweihe und wurde als solcher im selben Jahr noch als Professor für Rhetorik an das Ordenskolleg Pusza berufen. In den Jahren 1816 bis 1820 wirkte er am Kolleg in Orscha. Im März 1820 wurden alle Mitglieder des Ordens aus Russland ausgewiesen.
Seine zwölfwöchige Flucht fand in Brig, Kanton Wallis ein Ende. Dort fand Roothaan als Dozent ein neues Tätigkeitsfeld. Nach verschiedenen Verwaltungsaufgaben berief man ihn mit Wirkung vom 22. Juni 1823 zum Leiter des Kollegs in Rom.
Als am 29. Januar 1829 der 20. General des Ordens, Aloisius Fortis, starb, wählte die Generalversammlung des Ordens am 9. Juli 1829 Joannes Phillipus Roothaan zum 21. General der Gesellschaft.
Die wichtigste Aufgabe in seinem neuen Amt war die Stabilisierung des Ordens, der erst 1814 durch Papst Pius VII. wieder erlaubt worden war. Dies versuchte er in erster Linie durch eine Aufwertung der Rolle der ignatianischen Exerzitien zu erreichen, wie man sie in der ursprünglichen Gesellschaft Jesu nie gekannt hat. Dazu besorgte er eine kommentierte Neuausgabe der Exerzitien, die parallel zur überlieferten lateinischen Fassung auch eine neue lateinische Übersetzung enthielt, die sich sehr viel enger an den spanischen Urtext hält. Während der Revolution 1848 musste Roothaan Rom verlassen. Diesen Umstand nutzte er zu einer Visitationsreise durch fast ganz Europa.
Erst Ende Januar 1850 konnte Roothaan in das Mutterhaus des Ordens zurückkehren. Nach langer schwerer Krankheit starb Roothaan am 8. Mai 1853 im Alter von 67 Jahren. Sein Nachfolger wurde Pierre Jean Beckx.
Da Joannes Phillipus Roothaan bei weiten Teilen der Bevölkerung im Ruf eines Heiligen stand, wurde 1927 im Vatikan eine Seligsprechung eingeleitet.